# Clément Sans
Pour les articles homonymes, voir Sans.
Clément Sans (1834-1911) était un photographe français de Saurat, dans le département de l'Ariège.

## Biographie
Clément Sans a vécu au pied de la montagne de Calamès, dans la vallée de Saurat. Il s'est attaché à fixer sur les plaques de son appareil photographique le monde paysan de sa région, avec un regard d'ethnographe doublé d'une approche artistique.
On lui doit des vues de la vallée datant des débuts de la photographie. Nombre de ses photos firent l'objet de cartes postales décrivant le village de Saurat et ses environs. Un parcours photographique a été créé dans le village, pour le centenaire de sa disparition.
Un livre a été édité en 2015 sur son œuvre. Ces photographies font remonter dans la France du second Empire, au moment où Ussat-les-Bains et Ax-les-Thermes naissaient au tourisme thermal. On découvre l’éclairage public au pétrole, celui des allumeurs de réverbères, la transhumance, la récolte des foins, les veaux menés à la foire, la difficile marche dans la neige, la moisson, le battage, le vannage, la fabrication du fil de chanvre.